# 兵事爪哇介
兵事爪哇介（学名：Javanella pingshih）为魚形介科爪哇介屬下的一个种。